# Subsea 7
Subsea 7 S.A. (OSE: SUBC
) er en multinational undervands ingeniør, konstruktions og service-virksomhed indenfor offshoreenergiindustrien. Selskabet er registret i Luxembourg med hovedsæde i London i Storbritannien. Selskabets forhistorie er norsk. Det har over 40 fartøjer i sin flåde. Koncernens omsætning var i 2013 på 6,297 mia. amerikanske dollars.

## Historie
Selskabet er etableret i januar 2011 ved en fusion af virksomhederne Acergy S.A. og Subsea 7, Inc.
Acergy blev etableret i 1970 af Stolt Nielsen Seaway, som er en division af norske Stolt-Nielsen Group, der tilbød dykkere til olieudvinding i Nordsøen. Efter en række overtagelser inklusive franske Compagnie maritime d'expertises i 1992 og det Houston Texas-baserede Ceanic Corporation i 1998, så skiftede virksomheden navn til Stolt Offshore i år 2000. Fem år senere fraspaltede Stolt-Nielsen selskabet til en uafhængig forretningsenhed, som blev børsnoteret på Oslo Børs og NASDAQ. I marts 2006 skiftede virksomheden navn til Acergy.
Subsea7 blev resultatet af en en række fusioner mellem DSND Offshore AS, Halliburton Subsea, Subsea Offshore og Rockwater. Rockwater og SubSea fusionerede i 1999 og skabte Halliburton Subsea, der i 2002 fusionerede med DSND og Subsea blev til. Virksomheden blev børsnoteret på Oslo Børs i august 2005 efter at det samme år var blevet restruktureret.
7. januar 2011 blev fusionen mellem Acergy S.A. og Subsea 7 Inc. en realitet. Det nye selskab tog navnet Subsea 7, mens det bibeholdt Acergys domicil i Luxembourg og operationelle hovedkvarterer i London.
2. marts 2015 vandt Subsea7 to udbud på to undervands-servicekontrakter for Royal Dutch Shell. De to kontrakter havde en samlet værdi af 240 mio. amerikanske dollars.

## Kontorer
Koncernens hovedkvarter er på 200 Hammersmith Road i London.
Der drives afdelingskontorer i  Angola,  Australien,  Brasilien,  Canada,  Egypten,  Frankrig,  Ghana,  Indonesien,  Luxembourg,  Malaysia,  Mozambique,  Nigeria,  Norge,  Portugal,  Rusland,  Singapore,  USA og  Storbritannien.